# ГЕС Jaybird
ГЕС Jaybird — гідроелектростанція у штаті Каліфорнія (Сполучені Штати Америки). Знаходячись між ГЕС Уніон-Воллей (46,7 МВт, вище по течії) та ГЕС Каміно, входить до складу дериваційного гідровузла у сточищі Амерікан-Рівер, котра дренує західний схил гір Сьєрра-Невада та є лівою притокою річки Сакраменто (закінчується в затоці Сан-Франциско).
Вода з річки Рубікон (сточище Норт-Форк-Амерікан-Рівер — правої твірної Амерікан-Рівер) через ГЕС Лун-Лейк та ГЕС Robbs Peak потрапляє до водосховища Уніон-Воллей, створеного на річці Сільвер-Крік (права притока Соуз-Форк-Амерікан-Рівер — лівої твірної Амерікан-Рівер). Далі об'єднаний ресурс проходить через станцію Уніон-Воллей та опиняється в наступному водосховищі на Сільвер-Крік, яке утримує бетонна аркова гребля Junction висотою 51 метр та довжиною 160 метрів. Площа поверхні резервуару становить 0,26 км2, а об'єм 4 млн м3.
Зі сховища під лівобережним гірським масивом прокладено дериваційний тунель довжиною біля 7 км з діаметром від 3,4 до 4,3 метра, який переходить у напірний водовід довжиною 0,8 км з діаметром 3 метра.
Основне обладнання станції становлять дві турбіни типу Пелтон потужністю по 72 МВт (за іншими даними, загальна потужність ГЕС 161,6 МВт), які використовують перепад висот між верхнім та нижнім б'єфом у 468 метрів та в 2017 році забезпечили виробітку 780 млн кВт-год електроенергії.
Видача продукції відбувається по ЛЕП, розрахованій на роботу під напругою 230 кВ.